# Farhad Zarif
Pour les articles homonymes, voir Zarif.
Farhad Zarif est un joueur iranien de volley-ball né le 3 mars 1983 à Mashhad. Il mesure 1,65 m et joue Libero. Il a joué en équipe d'Iran.